# Limbo, Panto
Limbo, Panto è il primo album in studio del gruppo musicale britannico Wild Beasts, pubblicato nel 2008.

## Tracce
1. Vigil for a Fuddy Duddy – 4:43
2. The Club of Fathomless Love – 3:44
3. The Devil's Crayon – 3:38
4. Woebegone Wanderers – 4:53
5. The Old Dog – 4:27
6. Please, Sir – 3:27
7. His Grinning Skull – 4:36
8. She Purred, While I Grrred – 3:30
9. Brave Bulging Buoyant Clairvoyants – 4:02
10. Cheerio Chaps, Cheerio Goodbye – 4:38

## Formazione
- Hayden Thorpe – voce, chitarra, piano
- Ben Little – chitarra
- Tom Fleming – voce, basso
- Chris Talbot – batteria, cori